# Montagne Saint-Émilion
Montagne-Saint-Émilion es una denominación de origen de la región vinícola de Burdeos. Se trata de tintos que se elaboran en el territorio de las comunas de Montagne, Parsac y Saint-Georges, a excepción de los terrenos que, por la naturaleza de su suelo o por su situación, son inadecuados para producir el vino de la denominación. Los vinos de esta denominación provienen de un ensamblaje con las variedades cabernet, bouchet, malbec o pressac y merlot.
Los vinos deben elaborarse con mosto que contenga un mínimo antes de todo enriquecimiento o concentración, de 187 gramos de azúcar natural por litro y presentar, después de la fermentación, una graduación alcohólica mínima de 11°.
El límite de rendimiento por hectárea de viñedo será de 45 hectolitros. La producción media anual es de 91.600 hectolitros, y la superficie declarada la de 1.600 hectáreas.
El reconocimiento del Montagne Saint-Émilion como appellation d'origine contrôlée (AOC) data de 1936. A partir de 1973, es una denominación de origen protegida (PDO) ante la Unión Europea.